# Красовский, Александр Фёдорович (автогонщик)
Александр Фёдорович Красовский (9 августа 1908, Москва — 29 июня 1984, Минск) — советский автогонщик. Бронзовый призёр чемпионата СССР по кольцевым автогонкам (1958), четырнадцатикратный чемпион Белорусской ССР по мотоспорту. Мастер спорта СССР по мотоспорту (1948), автоспорту (1958). Судья республиканской категории.

## Биография
Сын инженера летательных аппаратов, с детства интересовался техникой. С 14 лет стал работать в авторемонтных мастерских. В 1934 году, будучи на военной службе, дебютировал участие в мотогонках, проводимых Московским автомотоклубом. В 1937 году на первых в СССР соревнованиях по оборонным видам спорта занял второе место в ипподромных гонках, стал чемпионом по прыжкам с трамплина на мотоцикле. В том же году стал преподавать мотодело в военной академии имени Фрунзе. В 1938 году установил рекорд СССР в гонке на 1 км с места. В 1939 году победил в мотокроссе имени В. П. Чкалова в командном первенстве.
Начало Великой Отечественной войны в 1941 году встретил в Белостоке. Был ранен, попал в плен, прошёл немецкие лагеря, где переболел тифом. Бежал, был схвачен, освобождён в 1945 году.
После войны в Бресте возглавил автомотоклуб. В 1947 году завоевал серебряную медаль в первом чемпионате СССР по шоссейно-кольцевым мотогонкам в классе 500 см³ (Таллин).
14-кратный чемпионом Белорусской ССР классе 500 см³ (1946 по 1956).
С 1951 года стал работать в Минске, в центральном автомотоклуб. С 1953 года старший инженер в отделе главного конструктора Минского мотовелозавода. Через год возглавил экспериментальный цех по строительству картов.
В 1956 году в возрасте 48 лет начал карьеру автогонщика. В следующем году спроектировал и построил гоночный автомобиль «Формула IV» собственной конструкции, на котором принимал участие в гонках. В 1958 году стал бронзовым, в 1959 — серебряным призером чемпионата СССР в классе гоночных автомобилей до 2500 см³.
В 1960 году во время гонки на Невском кольце (Ленинград) едва не погиб в аварии.
Звание Ветерана мотоциклетного и автомобильного спорта СССР (1978).
Скончался в 1984 году.

## Семья
Племянник Сергей Овчинкин (1927—1989) — мотогонщик.
Жена Зинаида Стефановна Красовская — судья всесоюзной категории, возглавляла комитет ДОСААФ Минского мотовелозавода.
Дочери Марина, Алла.
Муж дочери Марины Вениамин Лапин и его сын Александр также гонщики.